# Diversivo
Il Diversivo è un canale di bonifica della provincia di Bologna.
Sebbene sia lungo soltanto 3,7 km, il Diversivo svolge l'importante funzione di raccogliere le acque in eccesso del Canale Navile e di tributarle nel Savena abbandonato, limitando così l'impeto distruttivo del Navile durante i periodi di piena.
Ha un corso molto lento, tanto da sembrare statico (eccetto durante le piene del Navile): tuttavia le sue acque, oltre a scopo di bonifica, fungono anche da alimentatrici delle risaie che vengono coltivate nei pressi delle sue sponde.